# 唐美雲
唐美雲（1964年7月14日—），台灣歌仔戲坤生名伶，精擅生角與三花等行當。曾擔綱河洛歌子戲團當家小生，1998年創立唐美雲歌仔戲團，致力於新編歌仔戲目，並嘗試不同的表演形式，其演藝事業涉及電視劇、電影等多個領域。曾獲第36屆金鐘獎「戲劇節目女主角獎」、第16屆國家文藝獎、第29屆傳藝金曲獎「年度最佳演員獎」、行政院文化獎、第21屆國際佛教傑出女性獎等多個獎項。

## 生平
唐美雲出身歌仔戲世家，父親為「戲狀元」蔣武童，母親唐氷森與趙美齡等姐妹皆投入歌仔戲表演。父親蔣武童，外號「青番仔狗」，本名森田一郎，原為日治時期在臺日本人森田氏之子，父母託付與蔣臭、蔣吳琴夫婦扶養，後因森田夫婦船難，蔣武童遂留於臺灣臺南。蔣武童十四歲拜師學藝，投入歌仔戲表演，二十出頭傳出名號，逐漸建立起「戲狀元」的稱譽。母親唐氷森，藝名「唐艷秋」，出身於「紫雲社」，專攻小生，於「紫雲社」中嫁給蔣武童。蔣武童夫妻婚後自組「寶安歌劇團」，1970年代正值台灣歌仔戲沒落，撐持艱難。唐美雲從母姓，另有和名森田美央。
唐美雲本無意投入歌仔戲表演，然而受限於環境，自國中輟學，逐漸加入家中劇團幫忙。1981年隨台灣歌仔戲界組團前往東南亞表演，並於菲律賓馬尼拉受當地南管戲師傅李祥石指導。回台灣後，正式學戲，接受蔣武童訓練，鑽研文武生角，師從母親唐冰森、文場弦手柯水木學習唱腔。後來更拜海光劇校張慧川為師，學習京劇身段。並於歌仔戲唱腔有其獨特表現，擅長雜念調、都馬調，而有「雜唸仔雲」稱號。
唐美雲早期參加母親所辦「秀枝歌劇團」，而後參與麥寮拱樂社，主要在外臺表演，也同時在1980年左右開始跨入電視歌仔戲演出。1989年參加「全國歌仔戲精英聯演」以「鐵膽柔情雁南飛」首次登上國家戲劇院舞台，又於1991年以同劇代表「一心戲劇團」獲得北區地方戲劇比賽最佳小生獎。因此受河洛歌子戲團網羅為當家小生，前後約九年，唐美雲在藝壇奠立地位。1994年開始擔任國立復興劇藝實驗學校歌仔戲科專任老師，1998年出任科主任。同年，唐美雲決定重新尋求歌仔戲表演的突破，開始籌辦劇團，1998年創立「唐美雲歌仔戲團」，以每年推度年度大戲的方式，嘗試不同的表演形式。
此外，唐美雲是虔誠佛教徒，因為演出《大願千秋》中的地藏王菩薩角色，她於2011年10月剃度皈依佛門，法號本傳。也曾任行政法人國立中正文化中心第二屆董事，2016年9月出任公視基金會第6屆董事。

## 電視歌仔戲
| 頻道           | 戲團             | 戲名                        | 飾演           |
| -------------- | ---------------- | --------------------------- | -------------- |
| 台視           | 楊麗花歌仔戲     | 《韓信》                    | 劉邦           |
| 華視           | 李如麟歌仔戲     | 《龍鳳姻緣》                | 範奇           |
| 華視           | 李如麟歌仔戲     | 《嘉慶君遊台灣》            | 李勇           |
| 華視           | 李如麟歌仔戲     | 《白雲龍》                  | 歐陽天         |
| 華視           | 李如麟歌仔戲     | 《浪子李三》                | 冷雲           |
| 華視           | 李如麟歌仔戲     | 《洛陽橋》                  | 梁忠浩         |
| 華視           | 李如麟歌仔戲     | 《煙雨花樓》                | 楊少傑         |
| 華視           | 李如麟歌仔戲     | 《琴韻簫聲》                | 蘇克俊         |
| 華視           | 李如麟歌仔戲     | 《仙侶奇緣》                | 楊思文         |
| 華視           | 李如麟歌仔戲     | 《十二生肖》                | 歐陽文都       |
| 華視           | 李如麟歌仔戲     | 《斷情劍》                  | 顧世輝         |
| 華視           | 李如麟歌仔戲     | 《鐵膽英豪》                | 白修文         |
| 華視           |                  | 《千里姻緣路》              | 林建雄         |
| 華視           |                  | 《一見情》                  | 林仲翔         |
| 華視           | 葉青歌仔戲       | 《孔明三氣周瑜》            | 孫權           |
| 華視           | 葉青歌仔戲       | 《秋江煙雲》                | 盛金龍         |
| 華視           | 葉青歌仔戲       | 《玉樓春》                  | 徐鉉           |
| 華視           | 葉青歌仔戲       | 《伍子胥過昭關》            | 柳展雄         |
| 中視           | 黃香蓮歌仔戲     | 《綠珠樓》                  | 孫秀           |
| 中視           | 黃香蓮歌仔戲     | 《羅通掃北》                | 左雲山、左嬌嬌 |
| 中視           | 黃香蓮歌仔戲     | 《大唐風雲錄》              | 李元吉         |
| 中視           | 河洛歌子戲團     | 《闖堂救臣》                | 胡進           |
| 中視           | 河洛歌子戲團     | 《梅玉配》                  | 許金梅         |
| 公視           |                  | 《吳漢殺妻》                | 吳漢           |
| 公視           | 《雪梅教子》     | 秦雪梅                      |                |
| 公視           | 《唐伯虎點秋香》 | 唐伯虎                      |                |
| 力霸友聯電視台 | 開元藝坊歌仔戲   | 《大劈棺》                  | 田雲(莊週之妻) |
| 力霸友聯電視台 | 開元藝坊歌仔戲   | 《楊宗保與穆桂英》          | 穆桂英         |
| 力霸友聯電視台 | 開元藝坊歌仔戲   | 《孟麗君》                  | 孟麗君         |
| 力霸友聯電視台 | 開元藝坊歌仔戲   | 《狀元更夫元帥妻》          | 餘鴞英         |
| 力霸友聯電視台 | 開元藝坊歌仔戲   | 《棒打薄情郎》              | 莫稽           |
| 力霸友聯電視台 | 開元藝坊歌仔戲   | 《喬太守錯點鴛鴦譜》        | 斐政           |
| 力霸友聯電視台 | 開元藝坊歌仔戲   | 《王老虎搶親》              | 周文賓         |
| 三立電視台     | 廟口歌仔戲       | 《狀元及第》                | 王玉琳         |
| 三立電視台     | 廟口歌仔戲       | 《三娘教子》                | 薛子奇         |
| 三立電視台     | 廟口歌仔戲       | 《紅塵綑鎖》                | 岳秋昇         |
| 三立電視台     | 廟口歌仔戲       | 《狀元錯中錯》              | 歐俊生         |
| 三立電視台     | 廟口歌仔戲       | 《蔡松坡與小鳳仙》          | 蔡松坡         |
| 三立電視台     | 廟口歌仔戲       | 《生死鴛鴦鐵捕頭》          | 冷雲秋         |
| 三立電視台     | 廟口歌仔戲       | 《少年神算》                | 蕭玉郎         |
| 三立電視台     | 廟口歌仔戲       | 《冰海奇緣》                | 雲少卿         |
| 三立電視台     | 廟口歌仔戲       | 《飛鷹傳奇鳳吟夢》          | 葉展宏         |
| 三立電視台     | 廟口歌仔戲       | 《銅雀煙雲》                | 曹子建         |
| 大愛電視台     | 唐美雲歌仔戲團   | 《菩提禪心》《高僧傳》 系列 |                |
| 民視           | 唐美雲歌仔戲團   | 《孟婆客棧》                | 萬千帆         |

## 電視劇
| 年份   | 電視台     | 劇名                     | 飾演     |
| ------ | ---------- | ------------------------ | -------- |
| 1984年 | 台視       | 《倚天屠龍記》           | 丁敏君   |
| 1996年 | 台視       | 《濟公－天蠶變》         | 雪莉     |
| 1986年 | 華視       | 《媽祖的故事》           | 阿美     |
| 1996年 | 公視       | 《春花望露》             | 團長     |
| 1999年 | 公視       | 《素蘭要出嫁》           |          |
| 1999年 | 民視       | 《台灣作家劇場－三春記》 | 阿嬌     |
| 2001年 | 東森戲劇台 | 《北港香爐》             |          |
| 2001年 | 台視       | 《望鄉》                 | 杏子     |
| 2002年 | 台視       | 《台灣英雄斧頭將軍》     | 吳月娘   |
| 2003年 | 三立台灣台 | 《鳥來伯與十三姨》       | 美鳳     |
| 2004年 | 大愛       | 《心靈好手》             | 謝母     |
| 2004年 | 台視       | 《野球風雲》             | 方母     |
| 2004年 | 台視       | 《台灣百合》             | 游陳雪玉 |
| 2007年 | 大愛       | 《牽手天涯》             | 林陳     |
| 2007年 | 民視       | 《面具》                 | 李母     |
| 2008年 | 民視       | 《娘家》                 | 吳寶珠   |
| 2010年 | 民視       | 《夜市人生》             | 鄭美華   |
| 2012年 | 民視       | 《父與子》               | 唐艷秋   |
| 2014年 | 民視       | 《龍飛鳳舞》             | 李淑滿   |
| 2016年 | 民視       | 《新娘嫁到》             | 李蜜     |
| 2016年 | 民視       | 《阿不拉的三個女人》     | 吳陳惜粉 |
| 2016年 | 民視       | 《春花望露》             | 楊美金   |
| 2017年 | 民視       | 《幸福來了》             | 蔡寶霞   |

## 戲曲指導
- 2018年 民視《大時代》[23]

## 獎項紀錄
| 年份   | 作品                                 | 獎項                               | 結果 |
| ------ | ------------------------------------ | ---------------------------------- | ---- |
| 1991年 | 《一心劇團-鐵膽柔情雁南飛》          | 北區地方戲劇比賽最佳小生獎         | 獲獎 |
| 1993年 | 《秀枝歌劇團-趙匡胤送京娘》          | 地方戲劇比賽最佳小生獎             | 獲獎 |
| 1996年 |                                      | 台北市優秀青年獎                   | 獲獎 |
| 1998年 |                                      | 第17屆全國十大傑出女青年獎         | 獲獎 |
| 2001年 | 《北港香爐》                         | 第36屆金鐘獎最佳女主角獎           | 獲獎 |
| 2007年 | 《唐美雲歌仔戲-梨園天神 桂郎君》     | 第42屆金鐘獎傳統戲劇節目獎         | 獲獎 |
| 2012年 |                                      | 第16屆國家文藝獎                   | 獲獎 |
| 2016年 | 《唐美雲歌仔戲-春櫻小姑-回憶的迷宮》 | 第27屆傳藝金曲獎最佳團體年度演出獎 | 獲獎 |
| 2017年 | 《唐美雲歌仔戲-風從何處來》          | 第28屆傳藝金曲獎最佳團體年度演出獎 | 獲獎 |
| 2018年 | 《唐美雲歌仔戲-佘太君掛帥》          | 第29屆傳藝金曲獎年度最佳演員獎     | 獲獎 |
| 2019年 |                                      | 第38屆行政院文化獎                 | 獲獎 |
| 2019年 | 《唐美雲歌仔戲-夜未央》              | 第30屆傳藝金曲獎最佳團體演出獎     | 獲獎 |
| 2022年 | 《唐美雲歌仔戲-孟婆客棧》            | 第57屆金鐘獎戲劇類節目創新獎       | 獲獎 |
| 2023年 | 《冥遊記─帝王之宴》                  | 第34屆傳藝金曲獎最佳演員獎         | 獲獎 |
| 2024年 | 《臥龍：永遠的彼日》                 | 第35屆傳藝金曲獎最佳演員獎         | 提名 |
| 2025年 | 《孟婆客棧：冥星雙飛俠》             | 第36屆傳藝金曲獎最佳演員獎         | 待定 |

## 外部連結
- 唐美雲粉絲團的Facebook專頁
- 唐美雲歌仔戲團的Facebook專頁
- 國家文化藝術基金會唐美雲介紹頁面（页面存档备份，存于）
- 唐美雲的空間的新浪微博
- 唐美雲在互联网电影资料库（IMDb）上的資料（英文）
- 唐美雲在香港影庫上的簡介
- 唐美雲在豆瓣上的资料（简体中文）